# Condado de Knox (Nebraska)
El condado de Knox (en inglés, Knox County) es un condado del estado de Nebraska, Estados Unidos. Tiene una población estimada, a mediados de 2021, de 8401 habitantes.
La sede del condado es Center, aunque la ciudad más grande es Creighton.

## Geografía
Según la Oficina del Censo, el condado tiene una superficie total de 2952 km², de los que 2871 km² son tierra y 81 km² son agua.

## Condados adyacentes
- Condado de Bon Homme - norte
- Condado de Yankton - noreste
- Condado de Cedar - este
- Condado de Pierce - sureste
- Condado de Antelope - sur
- Condado de Holt - oeste
- Condado de Boyd - noroeste
- Condado de Charles Mix - noroeste

## Demografía
Según el censo del 2000, los ingresos medios de los hogares del condado eran de $27,564 y los ingresos medios de las familias eran de $34,073. Los hombres tenían unos ingresos anuales de $23,373 frente a los $18,319 que percibían las mujeres. Los ingresos por habitante eran de $13,971. Alrededor del 15.60% de la población estaba bajo el umbral de pobreza nacional.
De acuerdo con la estimación 2016-2020 de la Oficina del Censo, los ingresos medios de los hogares del condado son de $53,653. Los ingresos per cápita en los últimos doce meses, medidos en dólares de 2020, son de $29,210. Alrededor del 13.6% de la población está bajo el umbral de pobreza nacional.

## Ciudades y pueblos
- Bazile Mills
- Bloomfield
- Center
- Creighton
- Crofton
- Niobrara
- Santee
- Verdel
- Verdigre
- Wausa
- Winnetoon

## Espacios naturales protegidos
Forma parte del Missouri National Recreational River.